# 조 앨런
조지프 마이클 "조" 앨런(영어: Joseph Michael "Joe" Allen, 1990년 3월 14일 ~ )은 웨일스의 은퇴한 축구 선수로, 웨일스 축구 국가대표팀 일원으로 활약했다.

## 클럽 커리어

### 스완지 시티

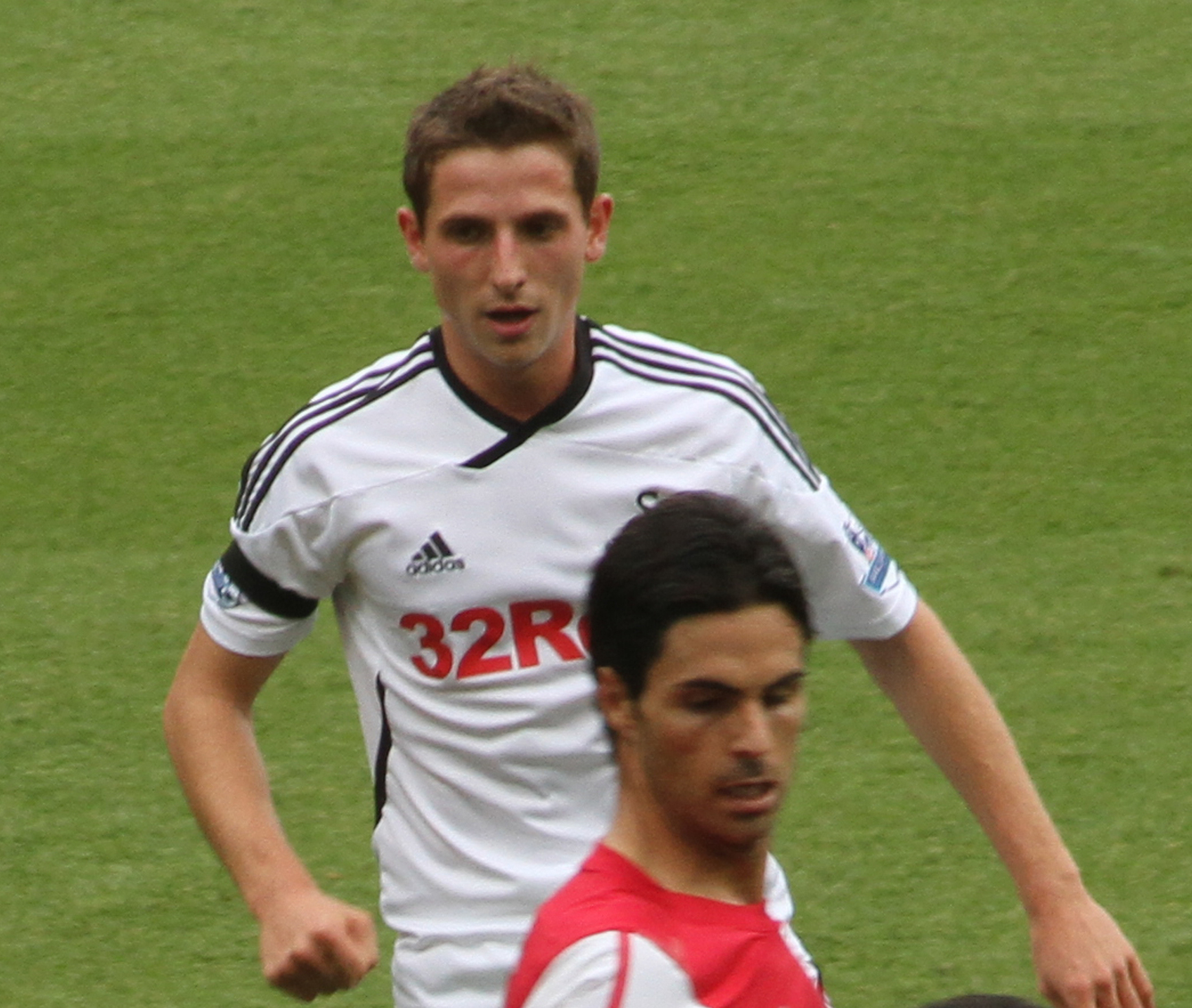
조 앨런 in 2011.

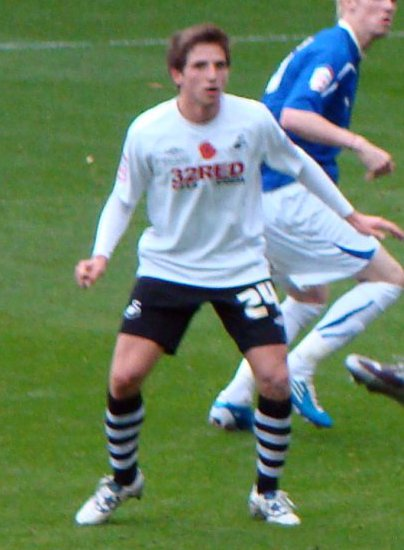
Joe Allen playing for Swansea against Cardiff City in 2010.

웨일즈의 카마던에 태어난 그는 지역팀 텐비에 입단하며 그의 클럽 커리어를 시작했다. 그리고 9살이 되던 해 스완지 시티의 유스팀으로 자리를 옮겼다. 유스팀에서 두각을 나타냈던 그는 06-07시즌, 셰필드 유나이티드와의 FA컵 원정경기에 처음으로 서브명단에 이름을 올렸다. 그로부터 2주 후, 당시 스완지 시티의 감독 케니 제켓은 16살에 불과하던 앨런을 탈보트 타운과의 컵경기에 출전시키며 그에게 성인팀 데뷔의 영광을 안겨주었다. 그 후 블랙풀과의 경기에서 리그 데뷔를 성공적으로 마쳤다.
다가오는 07-08시즌, 그는 월솔과의 리그 첫 경기에서 첫 골을 어시스트하는 등 뛰어난 활약을 보이며 맨 오브 더 매치에 선정되며 팀의 2대0 승리에 일조했다. 2007년 8월, 마르티네즈 감독은 앨런과 2010년까지의 장기계약을 체결, 그에 대한 기대감을 보여주었다. 계약 후 바로 다음 경기였던 레딩과의 리그컵 경기에서 그는 또한번 MOM에 선정되며 자신의 진가를 증명했다.
08-09시즌, 챔피언쉽으로 승격한 스완지시티에서는 치열한 주전경쟁이 펼쳐지고있었다. 대런 프래틀리, 페리 보데, 오웨이 튜더 존스, 조르디 고메즈, 레온 브리튼 등의 선수와 경쟁하던 앨런은 결국 그해 8월 렉섬으로 단기임대를 떠나게된다. 하지만 주전 미드필더이던 페리 보데가 발목인대 부상으로 아웃되며 앨런은 빠르게 복귀하게 된다. 12월 팀으로 다시 돌아온 그는 반슬리와의 경기에서 즉시 서브로 투입되었다. 0대2로 뒤지고 있던 팀은 앨런의 투입 후 2대2로 스코어를 따라잡았고, 앨런은 단 25분을 뛰고 맨 오브 더 매치에 선정되는 영광을 안았다.
2009년 4월, 그는 더비전인 카디프 시티전에서 자신의 스완지 시티 첫 골을 기록했다. 시즌 막바지. 그는 스완지와 2012년까지 연장 계약을 체결하였으나 부상으로 09/10시즌 대부분을 날려먹게된다. 10/11시즌, 스완지의 감독은 브랜드 로저스로 바뀌었다. 그리고 복귀하자마자 치러진 사우스웨일즈 더비에서 그는 팀의 1대0승리에 기여하며 또다시 맨 오브 더 매치에 선정되는 기염을 토했다.
11/12시즌이 시작되기 며칠 전, 그는 스완지와의 계약을 2015년까지 연장하게 된다. 그 해 프리미어리그로 승격한 스완지시티는 브랜든 로저스 감독과 함께 짧은 패싱축구를 보여주며 '스완셀로나'라 불리며 팬들에게 깊은 인상을 남기게된다. 앨런은 91.2%의 패스성공률을 기록하며 스완지의 핵심으로 인정받게되고, 브랜든 로저스 감독과 함께 리버풀로 이적하게 된다.

## 수상

### 개인
- UEFA 유럽 축구 선수권 대회 팀 오브 더 토너먼트 : 2016
- UEFA 유로 2016 맨 오브 더 매치 : vs. 슬로바키아 (조별리그)